# جنگ (فیلم ۲۰۱۹)
جنگ (هندی: वॉर) یک فیلم اکشن و جاسوسی محصول سال ۲۰۱۹ سینمای هند به کارگردانی سیدهارت آناد است. این فیلم توسط آدیتیا چوپرا تحت نظارت یاش راج فیلمزساخته شده و ستارگانی چون ریتیک روشن و تایگر شروف نیز در آن حضور دارند.
فیلمبرداری در سپتامبر ۲۰۱۸ آغاز شد. عنوان اولیه فیلم «جنگجویان» بود، اما در ۱۵ ژوئیه ۲۰۱۹ اعلام شد. این فیلم با بودجه تخمینی ۱۵۰ کرور روپیه (۱۸ میلیون دلار آمریکا) ساخته شد و ۲۰ کرور روپیه (۲٫۴ میلیون دلار آمریکا) نیز برای تبلیغات و چاپ هزینه شد. ویشال-شخار موسیقی متن فیلم را ساخت و موسیقی متن آن را سانچیت بالهارا و آنکیت بالهارا ساختند و جایگزین همکاران همیشگی آناند، سلیم-سلیمان، شدند.
فیلم «جنگ» در ۲ اکتبر ۲۰۱۹، همزمان با فیلم «گاندی جایانتی»، با نسخه‌های دوبله شده به زبان‌های تلوگو و تامیل، به صورت سینمایی اکران شد. این فیلم با تحسین سکانس‌های اکشن، جلوه‌های بصری، کارگردانی، فیلمبرداری، موسیقی متن و اجرای بازیگران مواجه شد، اما انتقاداتی به فیلمنامه آن وارد شد. این فیلم با فروش ۴٫۷۵ میلیارد روپیه (۶۷٫۴۵ میلیون دلار آمریکا) به یک موفقیت تجاری تبدیل شد و به پرفروش‌ترین فیلم هندی سال ۲۰۱۹ تبدیل شد. دنباله‌ای با عنوان جنگ ۲ در ۱۴ اوت ۲۰۲۵ اکران شد.

## بازیگران
- ریتیک روشن به عنوان کبیر لوترا
- تایگر شروف به عنوان خالد رحمانی / سهراب
- وانی کاپور در نقش نینا ساهانی
- اشوتوش رانا به عنوان سرهنگ لوترا / پدر کبیر
- آنوپریا گوئنکا به عنوان آدیتی
- دیپانیتا شارما به عنوان دکتر مالیکا سونگال
- سونی رازدان به عنوان مادر خالد
- سواروپا قوش به عنوان سرنا پاتل
- سانژف وستا در نقش رضوان الیاسی
- یاش راج سینگ به عنوان سهراب
- عارف زکریا در نقش دکتر اوتال بیشواز
- سلمین کلانتر به عنوان اسلاو
- عمران آهمان به عنوان ساینی
- شهباز اختر به عنوان ویشال
- شریکانت دووی در نقش دریک
- جسی لور به عنوان موتو
- می‌داد اوللاخان به عنوان سعید آدامام
- راوی اوانا به عنوان باسیر حسیب

## موسیقی متن
موسیقی فیلم توسط ویشال-شیخار ساخته شده است، با اشعاری که توسط کومار سروده شده است. تمام مضامین توسط سانچی بلوارا ساخته شده است. 
| Track listing | Track listing                   | Track listing               | Track listing |
| شماره         | نام                             | Singer(s)                   | مدت           |
| ------------- | ------------------------------- | --------------------------- | ------------- |
| ۱.            | «Ghungroo»                      | آرجیت سینگ، Shilpa Rao      | ۵:۰۲          |
| ۲.            | «Jai Jai Shivshankar»           | Vishal Dadlani, Benny Dayal | ۳:۵۰          |
| ۳.            | «War Theme» (Instrumental)      | -                           | ۲:۰۰          |
| ۴.            | «Kabir's Theme» (Instrumental)  | -                           | ۱:۳۹          |
| ۵.            | «Khalid's Theme» (Instrumental) | Vishal Dadlani              | ۱:۵۳          |
| مجموع مدت:    | مجموع مدت:                      | مجموع مدت:                  | ۱۴:۲۴         |

 بعد از موفقیت فیلم، کارگردان ان سیندره آناند خاطرنشان کرد که بسته به واکنش مخاطب، او ایده ای داشت که فیلم را به یک فرنچایز تبدیل کند.